# Pseudo-Symeon
Mit dem Verfassernamen „Pseudo-Symeon“ wird eine byzantinische Weltchronik aus dem späten 10. Jahrhundert bezeichnet, die über den Codex Parisinus graecus 1712 erhalten geblieben ist. Es ist ein Werk aus dem Umfeld der Logothetenchronik und beschreibt die Historie von der biblischen Erschaffung der Welt bis zum Jahr 963.
Für die Jahre bis 812 verwendet der unbekannte Verfasser als Quellen Theophanes Confessor und Georgios Monachos. Für die späteren Jahre übernimmt er Teile vom Scriptor Incertus Leo des Armeniers und von Ioseph Genesios. Georgios Kedrenos verwendete das Werk für seine Weltchronik als Vorlage für die Jahre bis 812.